# Анга
А́нга (санскр. अंग) — давньоіндійська держава, а також народ, що її населяв. Найбільш рання згадка про ангів міститься в «Атгарва-веді», де вони перелічуються поряд із маґадгами, гандхарами та муджаватами. У джайнських текстах анги й ванги називаються арійськими племенами. Відповідно до ранніх буддійських текстів у VI столітті до н. е. Анга була однією з шістнадцяти магаджанапад. Анга також згадується у Пуранах.

## Історія та географія
За «Магабгаратою» царство Анга розташовувалось на території сучасних округів Бгаґалпур, Банка та Монґгір у штаті Біхар, а також у частині Бенгалії. Пізня держава Анга розширила свої кордони та займала більшу частину бенгальської території. Річка Чампа (сучасна Чандан) була природним кордоном між державою Маґадга на заході й царством Анга на сході. На півночі кордон проходив річкою Коші.
Відповідно до «Магабгарати» Дурьодгана призначив Карну правителем Анги. У «Магабгараті» (II.44.9) також ідеться про Ангу й Вангу як про єдину державу. Столицею ангів була Чампа. За «Махабхаратою» та «Гарівамшою» Чампа раніше називалась Маліні й розташовувалась на правому березі Гангу біля його злиття з річкою Чампою. То було велике квітуче місто, що у буддійському тексті «Діґга-нікая» називається одним з шести основних міст Індії. У Джатаках місто Чампа називається Калачампа. Відповідно до Джатаки «Магаджанака» місто розташовувалось за 16.4 км від Мітхіли (в окрузі Бхагалпур у Біхарі). Чампа славилась своїми багатствами й була відомим торговим центром. Була розвинута морська торгівля: купці плавали з торговою метою до самої Суварнабгуми. Стародавній регіон і царство Чампа у центральному В'єтнамі, імовірно, отримали свою назву від індійської Чампи.